# Carapellotto
Il Carapellotto è un torrente italiano la cui sorgente si trova sul monte Tre Titoli (891 m s.l.m.) a sud di Deliceto nei monti della Daunia in Puglia. Il torrente, che nel suo corso raccoglie diverse fiumare (corsi d'acqua stagionali che scorrono copiosi solo in inverno e autunno), e attraversa le anse di Tremoleto e Castro, scorre verso nord-est e poi vira verso est prima di confluire, da sinistra, nel fiume Carapelle a sud-est di Ordona, nei pressi della Masseria Sedia d'Orlando. Le maggiori fiumare che affluiscono nel Carapellotto sono il Gammarota, il Vallone della Madonna, il Fontana e il Gavitelle.
Nel dialetto delicetano il Carapellotto è chiamato Crapella. Il bacino del torrente Carapellotto si estende per circa 24 chilometri; il territorio del comune di Deliceto coincide a grandi linee col bacino del torrente.